# Glossophaga commissarisi
Glossophaga commissarisi (Gardner, 1962) è un pipistrello della famiglia dei Fillostomidi diffuso nel Continente americano.

## Descrizione

### Dimensioni
Pipistrello di piccole dimensioni, con la lunghezza della testa e del corpo tra 42 e 61 mm, la lunghezza dell'avambraccio tra 32 e 35 mm, la lunghezza della coda tra 4 e 11 mm, la lunghezza del piede tra 8 e 12 mm, la lunghezza delle orecchie tra 11 e 16 mm e un peso fino a 11 g.

### Aspetto
Le parti dorsali variano dal bruno cannella al bruno-nerastro, mentre le parti ventrali variano giallo-brunastro al bruno-grigiastro. Il muso è allungato, con una foglia nasale piccola, lanceolata e con la porzione anteriore fusa al labbro superiore, che è circa della stessa lunghezza di quello inferiore. Sul mento è presente un solco longitudinale contornato da cuscinetti carnosi con i bordi dentellati. Le orecchie sono piccole, triangolari e ben separate tra loro. Le ali sono attaccate posteriormente sulle caviglie. La coda è relativamente corta ed inclusa completamente nell'uropatagio. Il cariotipo è 2n=32 FNa=60.

## Biologia

### Comportamento
Si rifugia nelle cavità degli alberi, nelle grotte e nelle gallerie.

### Alimentazione
Si nutre di nettare e polline di piante dei generi Musa e Mucuna, frutta del genere Acnistes e talvolta anche di falene.

### Riproduzione
Danno alla luce un piccolo alla volta due volte l'anno, tra gennaio ed aprile e tra luglio ed agosto.

## Distribuzione e habitat
Questa specie è diffusa nel Continente americano dal Messico nord-occidentale e meridionale fino al Perù e la Guyana ad est.
Vive nelle foreste sempreverdi, piantagioni di banane e distese erbose fino a 2.000 metri di altitudine.

## Tassonomia
Sono state riconosciute 3 sottospecie:
- G.c.commissarisi: Messico meridionale eccetto la Penisola dello Yucatán, Guatemala, Belize, Honduras, El Salvador, Nicaragua, Costa Rica, Panama;
- G.c.bakeri (Webster & Jones, 1987): Colombia meridionale, Ecuador orientale, Perù nord-orientale, stato brasiliano di Amazonas, Guyana occidentale;
- G.c.hespera (Webster & Jones, 1982): dagli stati messicani di Sinaloa e Durango fino allo stato di Colima.

## Conservazione
La IUCN Red List, considerato il vasto areale, la popolazione presumibilmente numerosa, la presenza in diverse aree protette e la tolleranza alle modifiche ambientali, classifica G.commissarisi come specie a rischio minimo (Least Concern)).